# Lepidium coronopus
Lepidium coronopus là một loài thực vật có hoa trong họ Cải. Loài này được (L.) Al-Shehbaz mô tả khoa học đầu tiên năm 2004.